# Poa ayacuchensis
Poa ayacuchensis là một loài cỏ trong họ hòa thảo, thuộc chi poa.